# Clarion (Pennsylvania)
Clarion è un comune (borough) degli Stati Uniti d'America, situato nello stato della Pennsylvania, nella contea di Clarion, della quale è il capoluogo.